# Apil-kīn
Apil-kīn war von 2126 bis 2091 v. Chr. Statthalter (šakkanakku) von Mari, einem mesopotamischen Stadtstaat. Er war Sohn von Išgum-Addu, was sich aus dynastischen Listen von Mari sowie aus einer Inschrift auf einem Ziegel ergibt.